# Pearl Hart

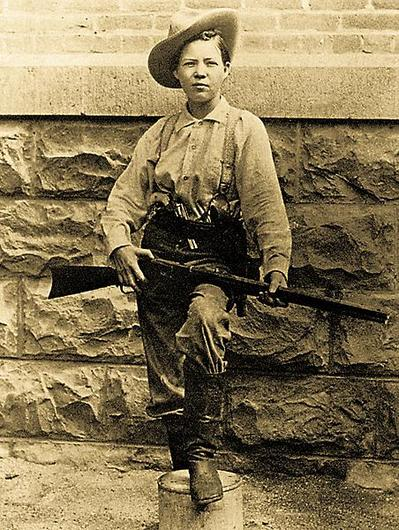
Pearl Hart (ca. 1900)

Pearl Hart (* 1871 in Lindsay (Ontario); † vermutlich 30. Dezember 1955, Mädchenname Pearl Taylor) war eine kanadische Banditin des Wilden Westens. Popularität erreichte sie auch dadurch, dass sie der einzig bekannte weibliche Outlaw war, der eine Postkutsche überfiel, und dass dieser Überfall den wohl letzten auf eine Postkutsche darstellte.

## Leben

### Frühe Jahre
Pearl Taylor wurde im Dorf Lindsay im kanadischen Ontario als Tochter wohlhabender, religiöser Eltern geboren. Im Alter von 16 Jahren lernte sie auf einem Internat den Berufsspieler und Trinker Frederick Hart kennen, den sie schließlich heiratete. Aufgrund der gewalttätigen Neigungen Harts verließ sie diesen immer wieder, zog zu ihrer Mutter, kehrte aber stets zu ihrem Mann zurück. Sie wurden Eltern eines Sohnes. 1893 besuchten beide die World’s Columbian Exposition, wo Pearl Hart als Rekommandeurin arbeitete. Die Western-Shows von Buffalo Bill weckten in ihr eine Faszination für die bereits weitgehend verschwundene Zeit des „Wilden Westens“. Abermals verließ sie ihren Mann und zog nach Colorado. Später äußerte sie sich dazu: „Ich war erst zweiundzwanzig Jahre alt. Ich sah gut aus, war verzweifelt, entmutigt und bereit für alles, was kommen könnte. Ich möchte nicht auf diese Zeit meines Lebens eingehen. Es genügt zu sagen, dass ich von einer Stadt in die andere gegangen bin, bis ich einige Zeit später in Phoenix ankam.“ In diesen Jahren arbeitete sie als Sängerin und Köchin und bewegte sich in der Halbwelt.

### Kriminelle Halbwelt und Überfall
Von ihrer Familie erfuhr Frederick Hart von Pearls Aufenthaltsort. Als er Pearl in Phoenix aufsuchte, überredete er sie, zu ihm zurückzukommen. Er versprach ihr, ein geregeltes Leben zu führen. Gemeinsam lebten beide in Tucson, wo Pearl ein zweites Kind, diesmal ein Mädchen, gebar. Frederick verließ 1898 jedoch seine Familie, um sich als Freiwilliger zum Spanisch-Amerikanischen Krieg zu melden. Pearl kehrte daraufhin zu ihrer Familie nach Kanada zurück. Dort hielt es sie jedoch nicht lange, und erneut ging sie nach Arizona, dieses Mal in die Stadt Mammoth, um in einem Bergarbeiterlager (nach anderen Quellen einem Gästehaus) als Köchin zu arbeiten. 1899 erreichte sie die Nachricht, dass ihre Mutter schwer erkrankt sei. Mit dem Bergarbeiter Joe Boot (möglicherweise ein Pseudonym) sprach sie über ihre familiären und finanziellen Probleme. Boot schlug ihr vor, gemeinsam die Globe-Postkutsche zu überfallen, die zwischen Globe und Florence pendelte.

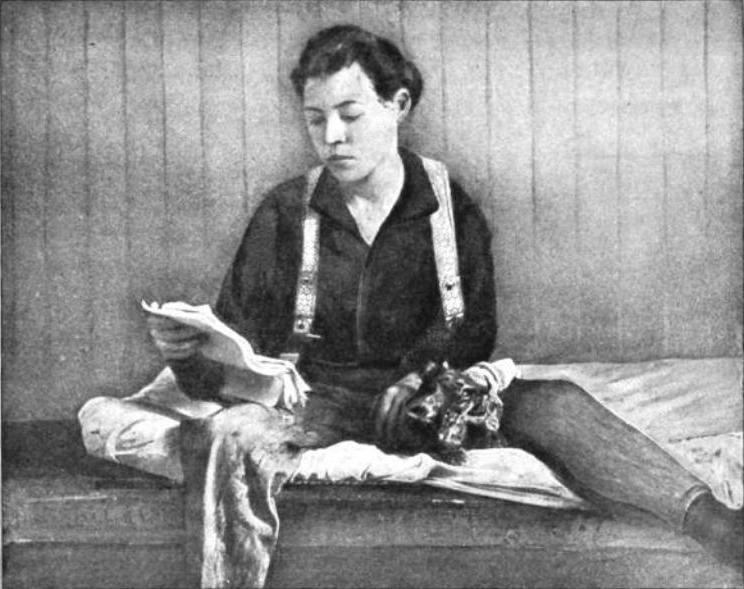
Pearl Hart in ihrer Gefängniszelle (aus Cosmopolitan, 1899)

Am 30. Mai 1899 setzten beide diesen Plan in die Tat um und überfielen diese Kutsche nahe Cane Springs Canyon, etwa 30 Meilen südöstlich von Globe. Hart kleidete sich in Männerkleider und war mit einem Revolver bewaffnet. Die Linie war seit Jahren nicht mehr überfallen worden. Daher befand sich auf der Kutsche auch kein „Shotgun Messenger“ (bewaffneter Wachmann). Hart und Boot erbeuteten 431 Dollar (entspricht heute 17.000 Dollar) sowie mehrere Waffen, die sie Passagieren und dem Kutscher abnahmen. Jedem Passagier überließen sie jedoch einen Dollar, damit sich diese davon eine Mahlzeit leisten konnten. Beide flohen in die Berge, während der Kutscher ein Pferd ausspannte, um schnell den Sheriff alarmieren zu können. Laut Hart hatten beide Banditen bewusst Schlangenlinien zurückgelegt, um ihre Verfolger abzuschütteln, anderen Quellen zufolge hatten sie sich verlaufen und im Kreise bewegt. Am 5. Juni 1899 wurden beide von Sheriff Truman aus Pinal County und dessen Aufgebot im Schlaf überrascht und gestellt. Boot soll sich sofort ergeben haben, während Hart noch Widerstand leistete.
Sie wurden schließlich in getrennten Gefängnissen untergebracht, und Hart zog rasch das Interesse der Medien auf sich. Als „Banditenkönigin“ gab sie Interviews und posierte für Fotografien. Der Cosmopolitan beschrieb sie als „Gegenteil von dem, wie man sich einen weiblichen Räuber vorstellen würde“. Allerdings zeigten sich, „wenn sie wütend oder entschlossen“ sei, „harte Linien um Augen und Mund“. Pearl Hart genoss ihre Popularität. Von einem Bewunderer wurde ihr gar ein Rotluchs als Haustier und Zellengefährte geschenkt. Ihre Zelle war nicht massiv, sondern bestand aus Putzträgern, so dass ihr am 12. Oktober 1899 zusammen mit dem Mithäftling Ed Hogen die Flucht durch ein knapp 50 cm großes Loch gelang. Es wurde ein Kopfgeld in Höhe von 500 Dollar auf sie ausgesetzt; der Steckbrief beschrieb sie als „Bandit Queen“ sowie als „petite, pretty woman“ (zierliche, hübsche Frau). Zwei Wochen nach dem Ausbruch wurde sie nahe Deming in New Mexico gefasst, wobei Ausbruch und Flucht ihren Ruhm nur mehrten.

### Gerichtsverfahren und Verurteilung
Das Gerichtsverfahren gegen Hart und Boot begann im Oktober 1899. Hart genoss die Sympathie der Bevölkerung aufgrund ihres Geschlechts, ihrer Attraktivität und weil sie den Überfall damit rechtfertigte, Medizin für ihre kranke Mutter kaufen zu wollen. Pearls Anwalt bat um ein mildes Urteil. Richter Fletcher M. Doan zeigte sich schockiert und verärgert, dass die Geschworenen sie tatsächlich für unschuldig erklärten. Da die Geschworenen offenbar ihre Pflichten vernachlässigten, ließ er den Prozess mit anderen Geschworenen wiederholen, die er ermahnte, sie sollten bei der Urteilsfindung das Geschlecht der Angeklagten außer Acht lassen. Nun wurde Hart zu einer Gefängnisstrafe von fünf Jahren verurteilt, die sie im Yuma Territorial Prison absitzen sollte. Joe Boot wurde in einem anderen Prozess für das gleiche Vergehen zu 30 Jahren Haft verurteilt. Am 6. Februar 1901 gelang ihm jedoch die Flucht, und er wurde nie mehr gesehen.

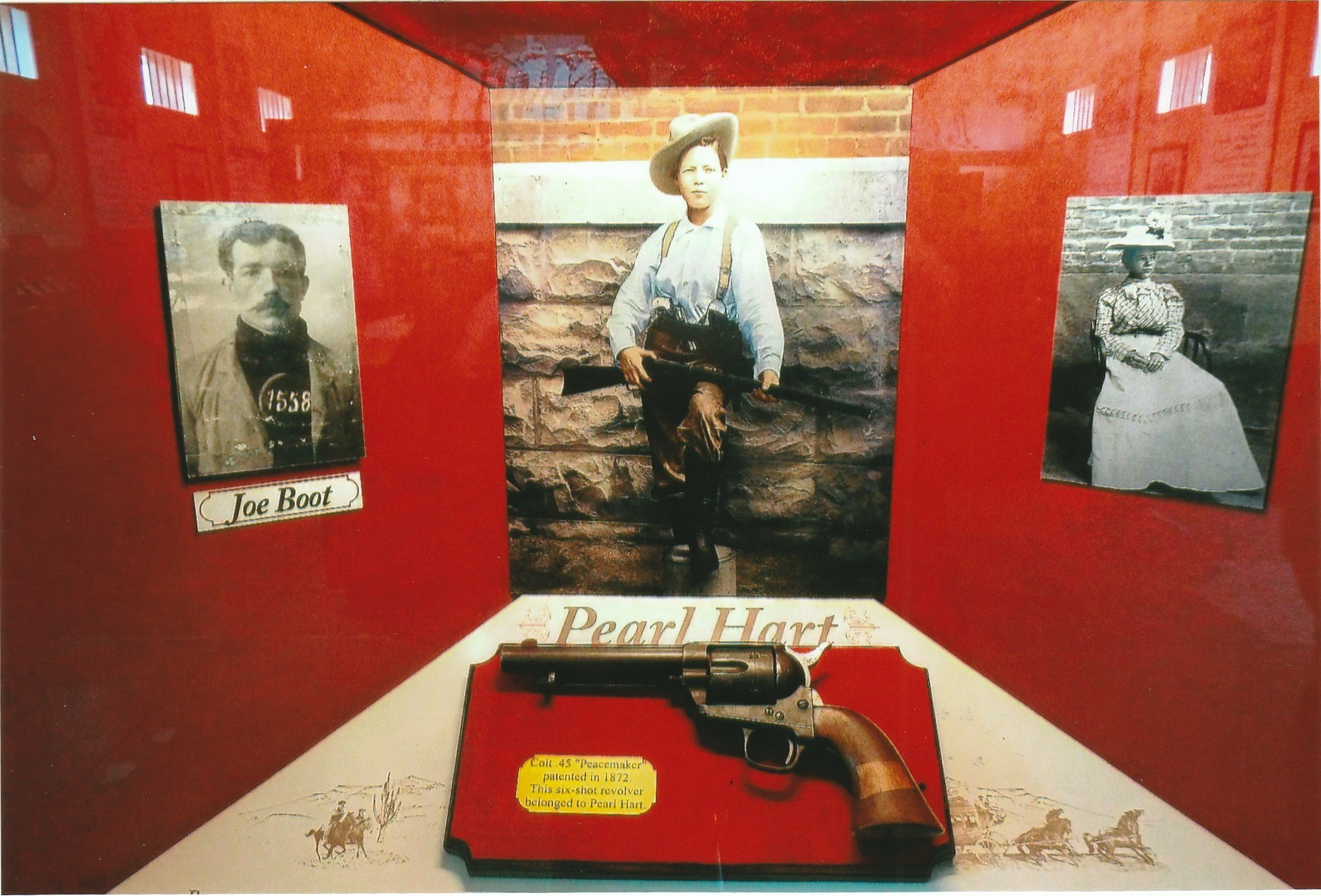
Pearl Harts Revolver im Yuma Territorial Prison Museum, links Joe Boot, rechts weitere Aufnahme der Cosmopolitan von 1899

Entgegen einem weit verbreiteten Mythos war sie nicht die einzige weibliche Insassin. Hart genoss dennoch aufgrund ihrer Popularität gewisse Privilegien, wie eine größere Gefängniszelle sowie die Erlaubnis, weiterhin Gäste empfangen und Interviews geben zu dürfen. Kontakt zu männlichen Inhaftierten hatte sie nicht.

### Weiteres Leben
Im Dezember 1902 wurde sie von Alexander Oswald Brodie, dem Gouverneur von Arizona, überraschend „wegen guter Führung“ (Häftlingsnummer 1559)
begnadigt. Die Gründe für diese Begnadigung mit der Auflage, das Arizona-Territorium zu verlassen, sind unklar. Gerüchte, dass sie von einem Wärter geschwängert worden sei, konnten nie bestätigt werden. Nach ihrer Entlassung verschlug es Pearl Hart nach Kansas City, wo sie weiterhin ihre Popularität genoss und in einem von ihrer Schwester geschriebenen Theaterstück sich selbst spielte. Der Ruhm verblasste nun aber rasch. Unter einem Pseudonym wirkte sie vorübergehend in der Wild-West-Show von Buffalo Bill mit und führte ab 1904 einen Tabakladen. Wegen Hehlerei wurde sie dabei festgenommen, aber von der Anklage freigesprochen.
Über ihr späteres Leben bestehen widersprüchliche Aussagen. Nach einigen Quellen soll sie bereits 1925 oder 1928 gestorben sein; möglicherweise lebte sie aber auch bis in die 1950er Jahre unter geändertem Namen in Arizona, wo sie einen Farmer geheiratet haben soll.

### Popkulturelle Rezeption
Auch aufgrund ihres Geschlechtes und weil sie die einzige bekannte Frau war, die jemals eine Postkutsche im Wilden Westen überfiel, umgibt Pearl Hart ein gewisser Nimbus, der sich in Comics und Western widerspiegelte. Die dänische Metalband Volbeat widmete ihr 2013 ein Lied auf dem Album Outlaw Gentlemen & Shady Ladies.